# Ekologický institut Veronica

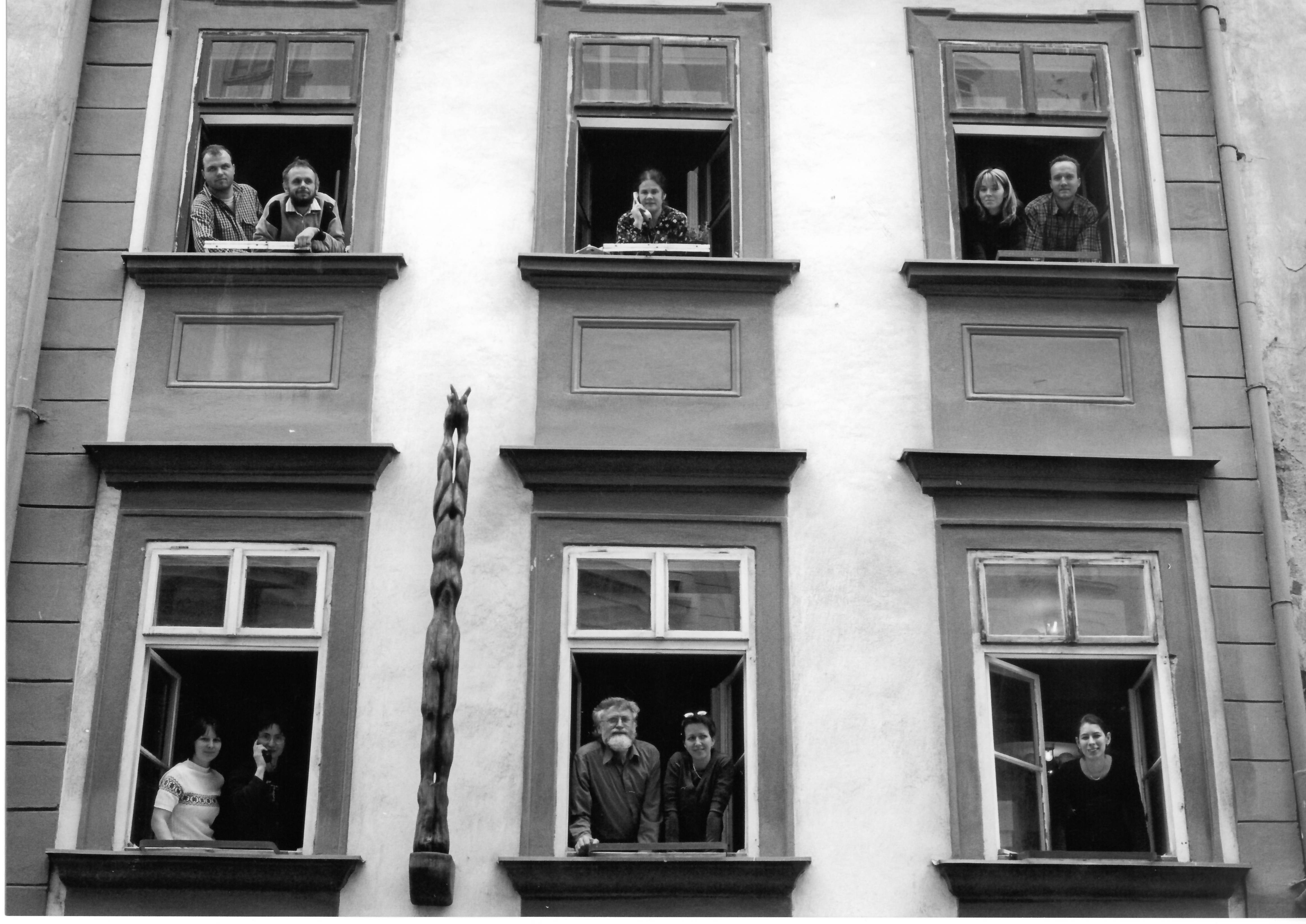
Dům ochránců přírody v Brně, sídlo Ekologického institutu Veronica

Ekologický institut Veronica je profesionálním pracovištěm ZO ČSOP Veronica – nevládní neziskové občanské sdružení – datující své kořeny do roku 1986. Zabývá se ochranou přírody, ochranou klimatu, zapojováním veřejnosti do plánování a rozhodování, udržitelnou spotřebou – zelená domácnost, zelený úřad a regionálním rozvojem. Provozuje ekologickou poradnu a Centrum Veronica v Hostětíně.

## Historie
Veronica vznikla v roce 1986 jako regionálně zaměřený časopis s ambicí spojovat kulturu s ochranou přírody a kultivovanou formou šířit ekologickou osvětu. Po roce 1990 se činnost osobností kolem časopisu Veronica rozrostla a vydavatelská práce se postupem času stala doplňkem širokému spektru ekologických programů. Tyto programy zastřešuje ZO ČSOP Veronica, celým jménem Základní organizace Českého svazu ochránců přírody Veronica, která je registrovaná od roku 1991. ZO má samostatnou právní subjektivitu a právní formou je občanským sdružením – nevládní neziskovou organizací sdílející registraci s celým ČSOP. Dnešní činnost ZO ČSOP Veronica zahrnuje jednak činnost profesionálních zaměstnanců, kteří působí pod hlavičkou Ekologického institutu Veronica, jednak činnost pro členy a se členy občanského sdružení, kterých je v současné době více než 100.
Ekologický institut Veronica (EIV) byl členy ZO ČSOP Veronica ustanoven v roce 1999. Jeho pracovníci řídí a realizují projekty v oblasti ochrany přírody a kulturní venkovské krajiny, podpory udržitelného rozvoje venkovských a městských sídel a podpory občanské angažovanosti v problémech životního prostředí. Ekologický institut (EIV) nemá vlastní právní subjektivitu, je přímo propojen se ZO ČSOP Veronica.
V roce 1991 otevřela pro veřejnost Ekologickou poradnu Veronica, první ekologickou poradnu v tehdejším Československu. Ekologická poradna Veronica slouží k informování, vzdělávání a osvětě veřejnosti, domácností, obcí i malých podniků, zejména v oblasti preventivní péče o životní prostředí.
Od 90. let 20. století rozvíjí Veronica projekty i v Hostětíně v Bílých Karpatech, v roce 2006 zde dostavěla seminární Centrum Veronica Hostětín – první veřejný pasivní dům v České republice.
V květnu 2020 otevřela ve Slavičíně kavárnu a sociální podnik Fér Kaffé.
Zakládající členkou Ekologické poradny Veronica a dosavadní ředitelkou Ekologického institutu Veronica je Yvonna Gaillyová.

## Hlavní oblasti činnosti
Ekologický institut Veronica úzce spolupracuje s Katedrou environmentálních studií Fakulty sociálních studií Masarykovy univerzity, věnuje se výzkumu a vzdělávání v tématech ochrany přírody a krajiny, ochrany klimatu, úspor energie, obnovitelných zdrojů energie, udržitelného regionálního rozvoje, ekologickému zahradničení a ovocnářství a učí domácnosti a úřady chovat se šetrně k životnímu prostředí.

### Služby poskytované Ekologickým institutem Veronica

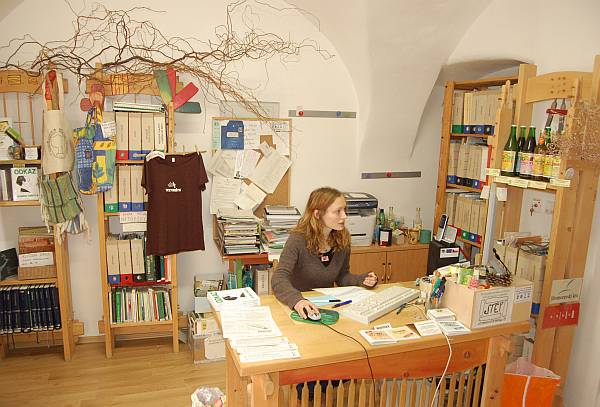
Poradkyně Ekologického institutu Veronica při práci(2009)

Ekologický institut Veronica poskytuje ekologické poradenství a expertní analýzy z oblasti životního prostředí; vzdělávání odborné a laické veřejnosti – přednášky, semináře, exkurze, konference, panelové diskuse, kulaté stoly, besedy.
V Hostětíně Veronica nabízí exkurze modelovými projekty: kořenová čistírna, obecní výtopna na biomasu, moštárna a sušírna ovoce, příklady ekologického stavitelství, pasivní dům, solární panely a šetrné veřejné osvětlení omezující světelné znečištění.
Dále provozuje knihovnu a videotéku s tematikou životního prostředí a prodává odbornou ekologickou literaturu; umožňuje studijní pobyty a stáže, možnost dobrovolnické práce v Brně i v Hostětíně.

### Akce pořádané Ekologickým institutem Veronica
- Konference Venkovská krajina,
- Letní škola v Hostětíně,
- Jablečná slavnost v Hostětíně,
- Biojarmark v Brně, každoroční trhy s nabídkou lokálních bioproduktů, na podporu rozvoje ekologického zemědělství,
- oslava Světového dne pasivních domů,

Dále organizuje setkání přátel přírodní zahrady, dny otevřených dveří v Centru Veronica Hostětín, diskuse k územnímu plánu Brna aj.
V kulturní oblasti pořádá Veronica environmentálně-osvětová divadelní představení.

### Publikační činnost
Ekologický institut Veronika je vydavatelem celé řady publikací různého rozsahu, odbornosti a zaměření, např.:
- Armin Themessl, Werner Weiss, Jan Hollan: Svépomocné solární systémy – Příručka projektování a stavby solárních systémů, 2003
- Yvonna Gaillyová, Ludvík Trnka: Velkoplošné instalace fototermických kolektorů pro velké odběratele, 2004
- Mojmír Vlašín, Blanka Mikátová: Metodika sledování výskytu plazů – v České republice, 2007
- Miroslav Šuta: Chemické látky v životním prostředí a zdraví, 2008
- Petr Ledvina: Nekup to! – o environmentálně šetrném nakupování, 2008
- Venkovská krajina 2009 – sborník z konference, 2009
- Miroslav Šuta, Miroslav Patrik: Aby se ve městě dalo dýchat, 2010

## Vybraná ocenění
- Cena ministra životního prostředí (1998)
- Cena Ramsarského výboru na ochranu mokřadů (2002)
- Cena Josefa Vavrouška pro Yvonnu Gaillyovou (2006)
- Energetický projekt roku (2007) – čestné uznání
- Národní vítěz soutěže Energy Globe Awards pro rok 2007 (2008)[3]

## Organizace Veronikou založené
- Tradice Bílých Karpat – nevládní neziskové občanské sdružení provozující moštárnu v Hostětíně a pečující o zachování původních krajových odrůd ovocných dřevin v Bílých Karpatech,
- Síť ekologických poraden (STEP) – nevládní neziskové občanské sdružení, celorepubliková síť sdružující české ekologické poradny,
- Unie pro řeku Moravu – nevládní neziskové občanské sdružení, jehož hlavním cílem je ochrana přírody a krajiny v povodí řeky Moravy a Vláry.